# مختصات شبکه فاروس
فاروس یک سیستم مختصات شبکه سلسله مراتبی و غیرمتمرکز است که با کمک یک معماری ساده دو سطحی، دقت پیش‌بینی خیلی بیشتری در مقایسه با مختصات نمایشگر ویوالدی ایجاد می‌کند. و به صورت تدریجی قابل اجرا می‌باشد.

## خلاصه
سیستم های مختصات شبکه (NC) یک مکانیزم موثر برای پیش‌بینی تاخیر اینترنت با اندازه گیری های قابل مقایسه هستند. ویوالدی رایج ترین سیستم مختصات شبکه توزیع شده است و در خیلی از سیستم های اینترنتی معروف مانند جدول درهم‌سازی توزیع‌شده بامبو(Bamboo DHT)، شبکه هم‌پوشانی بر پایه جریان (SBON) و آزورئوس بیت‌تورنت (Azureus BitTorrent) مورد استفاده قرار داده شده است.
فاروس یک سیستم مختصات شبکه تماما غیرمتمرکز است. تمام گره‌ها در سیستم فاروس دو سطح از هم‌پوشانی را تشکیل می‌دهند: یک سطح پایه برای پیش‌بینی لینک‌های بلند و یک خوشه (دسته) داخلی برای پیش‌بینی لینک‌های کوتاه. الگوریتم ویوالدی هم در سطح پایه و هم در  خوشه داخلی اجرا می‌شود. در نتیجه، هر گره در فاروس دو مجموعه مختصات دارد. مختصات محاسبه شده در سطح پایه که به آن مختصات سراسری (global NC) می‌گویند، برای مقیاس سراسری استفاده می‌شود، و مختصات محاسبه شده در خوشه داخلی که مختصات داخلی (local NC) نامیده می‌شود و دامنه کوچکتری را مورد پوشش قرار می‌دهد.
برای تشکیل دادن خوشه داخلی، فاروس از روشی مشابه «بینینگ(Binning)» استفاده می‌کند و بعضی از گره‌ها را که «انکور(لنگرگاه)» نام دارند را برای کمک به دسته‌بندی گره‌ها انتخاب می‌کند. این شیوه تنها به یک بار اندازه‌گیری (با امکان تجدیدسازی متناوب) توسط کلاینت به یک مجموعه کوچک و ثابت انکورها نیاز دارد. هر گره با ثباتی که بتواند به پیام ICMP پینگ پاسخ دهد می‌تواند به عنوان انکور به کار برود. مانند سرورهای DNS موجود.
نتایج تجربی نشان می‌دهند که فاروس بدون افزودن مخارج کلی قابل توجهی در پیش‌بینی فاصله‌های اینترنتی تا حد زیادی بهتر از ویوالدی اجرا می‌شود.

## بینش‌های پشت طراحی فاروس
◆ ساده و کارآمد: سیستم فاروس با استفاده از یک شیوه ساده سلسله‌مراتبی یرای پیش‌بینی فاصله، دقت پیش‌بینی را به طور قابل‌توجهی اصلاح می‌کند.
◆ کاملا سازگار با ویوالدی: سیستم فاروس کاملا با ویوالدی که رایج‌ترین سیستم مختصات شبکه است سازگار می‌باشد. هر هوست(میزبان) که کلاینت ویوالدی بر روی آن نصب شده باشد با اجرای الگوریتم مرسوم مختصات شبکه ویوالدی می‌تواند به هم‌پوشانی سراسری و خوشه داخلی بپیوندد بدون نیاز به نصب کردن کلاینت مختصات شبکه دیگر.
◆ تفاوت انکورهای فاروس با نقاط اختصاصی در GNP: انکورهای به کاررفته در فاروس با نقاط مرجع و اختصاصی در سیستم موقعیت‌یابی شبکه جهانی (GNP) تفاوت دارند. نقاط اختصاصی در GNP نه تنها باید به پیام‌های پینگ ICMP پاسخ گویند بلکه همچنین باید به درخواست همگی کلاینت‌ها پاسخ داده و آخرین مختصات شبکه‌ای خود را ارسال کنند. در فاروس نیازی به اجرای نرم‌افزار اضافی روی انکورها نیست.

## همچنین ببینید
◆ همتابه‌همتا (رایانه)
◆ سیستم مختصات شبکه